# Arthur N.R. Robinson
Arthur Napoleon Raymond Robinson (ur. 16 grudnia 1926 w Calder Hill na wyspie Tobago, zm. 9 kwietnia 2014 w Port-of-Spain) – trynidadzko-tobagijski polityk, trzeci prezydent tego kraju od 19 marca 1997 do 17 marca 2003, trzeci premier państwa od 18 grudnia 1986 do 17 grudnia 1991.